# 旧網干銀行本店
旧網干銀行本店（きゅうあぼしぎんこう）は、兵庫県姫路市網干区にある歴史的建造物。姫路市都市景観重要建築物。
この建物は一般的に本店と認識され定着しているが、網干銀行の本店は旭陽村高田（現網干区高田）にあり、実際にはこの建物は網干町支店として建てられた。もっとも、重役会議や支店長会議が網干町支店でたびたび開催されていて、本店格の扱いであった。
銀行としての役目を終えたあと婦人服店として使用されていたが，2019年にレストランとして改修された。

## 歴史
- 1922年（大正11年） - 竣工。5月14日に開店式典を行う[6]。
- 1930年（昭和5年） - 網干銀行が三十八銀行に買収される。
- 1936年（昭和11年） - 三十八銀行ほか6行の合併により神戸銀行発足。その網干支店となる。
- 1970年（昭和45年） - 婦人服店として使用される。（2015年まで）
- 2000年（平成12年）1月31日 - 姫路市の都市景観重要建築物に指定される。
- 2019年（令和元年） - レストラン 旧網干銀行湊倶楽部としてリニューアルオープン。

## 建築様式

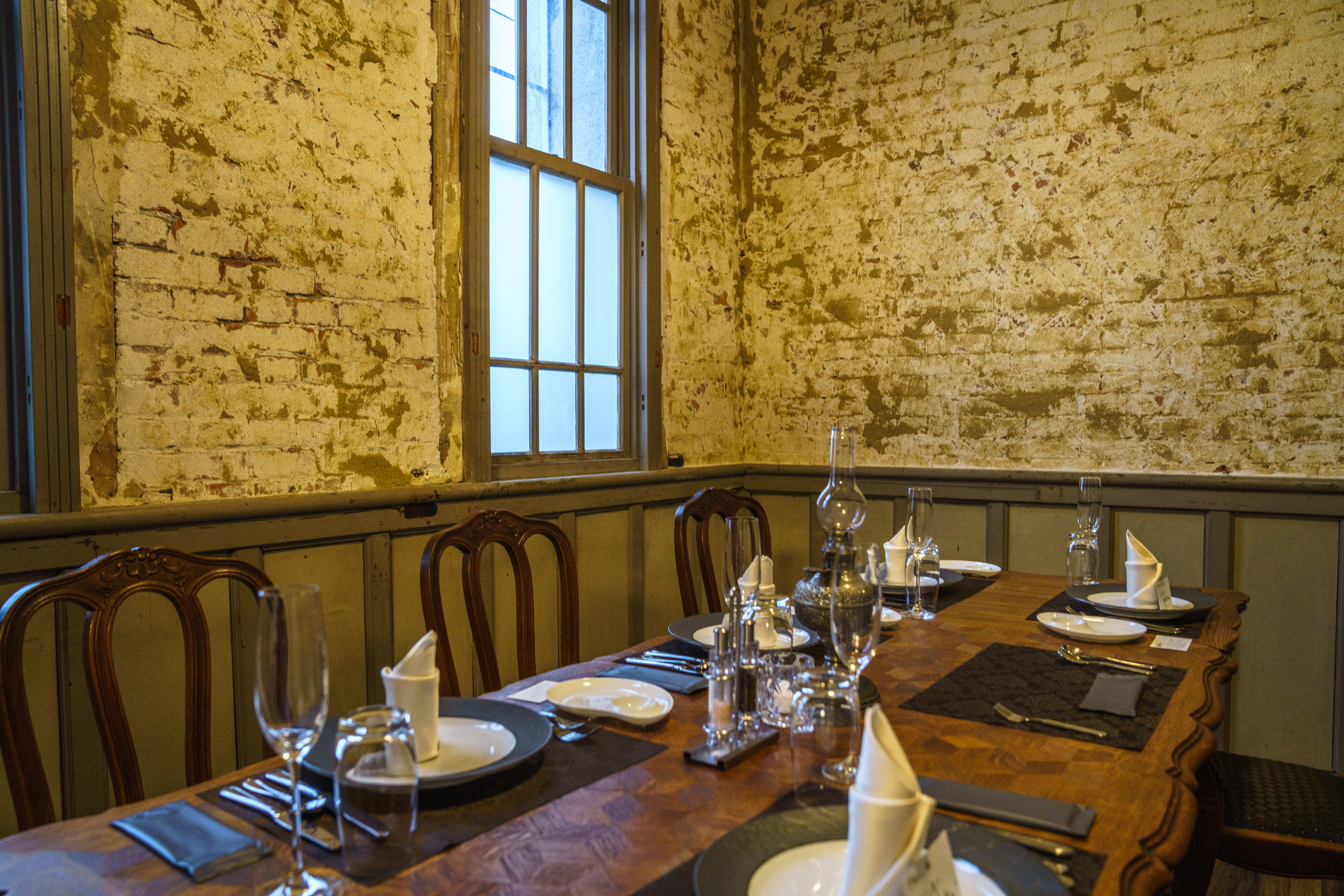
旧網干銀行本店の内壁。煉瓦に漆喰が塗られていた跡が見られる。

外観は煉瓦の壁と窓を交互に配して縦のラインを強調されており，大正期の自由な気風を映している。屋根はうろこ状に葺かれ，銅板でできたドームがある。天井や壁には漆喰が使われており，床は寄木張りになっている。
補足：古写真で確認すると屋根がうろこ状に葺かれていたのが分かるが、現状は波型スレート葺きに改変されている。

## 建物の再生
2019年、京都大学で景観の研究を行っていた大学院生の河北咲良が帰省時に「売り物件」になっていることに気がつきSNSに投稿したところ、現在のオーナーの目にとまりレストランとして改修されることとなった。
ひょうごヘリテージ機構の協力もあり、建築機構の保全をしながら改修。2019年にレストランとしてリニューアルオープンした。
河北は就職後も情報発信を行うグループを結成し建物のイベントに関わっている。

## 交通アクセス
- 山陽電鉄網干線山陽網干駅 徒歩9分

## 周辺施設
- あぼしまち交流館
- 旧赤穂塩務局網干出張所庁舎
- ダイセル異人館
- 丸亀藩網干陣屋
- 旧龍野藩南組大庄屋片岡家住宅